# Jaqueline Ferreira
Jaqueline Antonia Ferreira (ur. 3 maja 1987 w Rio De Janeiro) – brazylijska sztangistka.

## Kariera
W 2012 roku zajęła ósme miejsce na Igrzyskach Olimpijskich. Zdobyła srebrny medal w podrzucie i brązowy w rwaniu na Pan American Sports Festival 2014. Brązowa medalistka Igrzysk Panamerykańskich 2015.
Reprezentowała Brazylię na Letnich Igrzyskach Olimpijskich 2020, które odbyły się w Tokio w Japonii.